# 黑曼斯卡爾峰

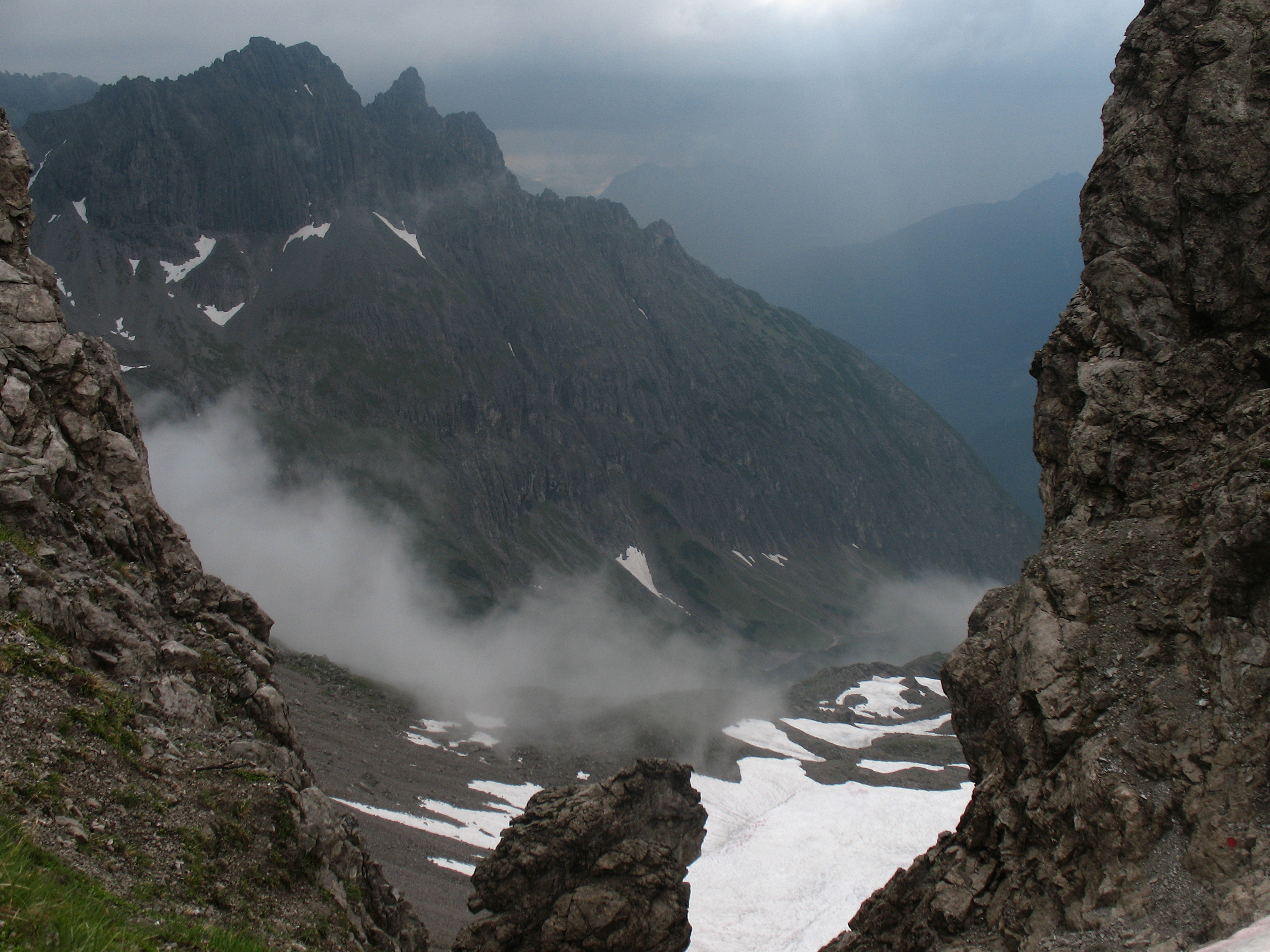

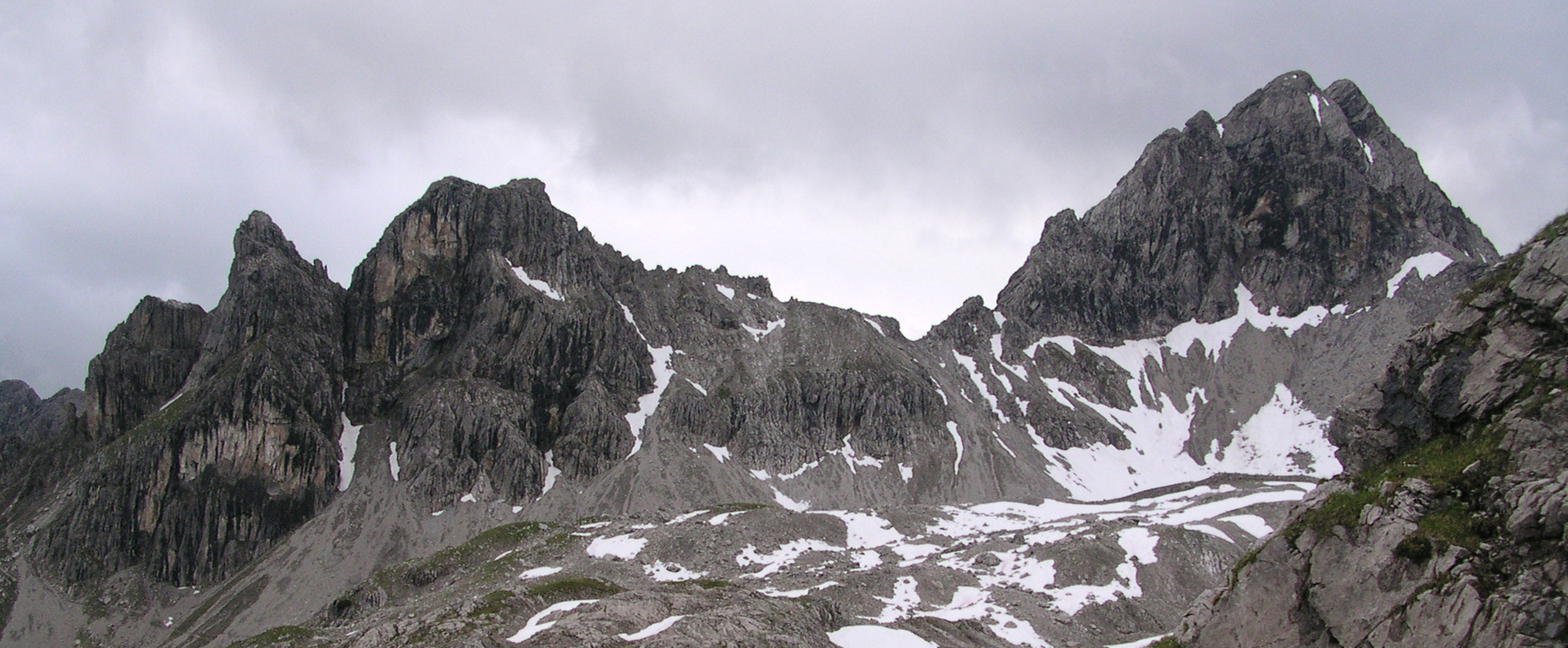

47°18′35″N 10°22′35″E / 47.30972°N 10.37639°E
黑曼斯卡爾峰（德語：Hermannskarspitze），是奧地利的山峰，位於該國西部，由蒂羅爾州負責管轄，屬於阿爾高阿爾卑斯山脈的一部分，距離馬赫峰0.4公里，海拔高度2,472米，每年平均降雨量1,730毫米。